# Malandela kaLuzumana
Malandela kaLuzumana was een chef van de Nguni waar de Zoeloes uit ontstonden. Zijn exacte geboorte- en overlijdensdata zijn onbekend, maar hij volgde zijn vader Luzumana kaMdlani ergens in het begin van de 17e eeuw op als chef. Toen Malandela, de vader van Ntombela kaMalandela en Zulu kaMalandela, stierf deelde hij zijn rijk op in twee clans, de Qwabes onder Ntombela en de Zoeloes onder Zulu. De groep van Ntombela werd later naar zijn zoon Qwabe genoemd.
Mnguni · Nkosinkulu · Mdlani · Luzumana · Malandela · Ntombela · Zulu · Gumede · Phunga · Mageba · Ndaba · Jama · Senzangakhona · Shaka · Dingane · Mpande · Cetshwayo · Dinuzulu · Solomon · Cyprian · Goodwill · Misuzulu